# Мертвий космос: Загибель
Мертвий космос: загибель — мультфільм 2008 року.

## Сюжет
Гірничо-дослідницький корабель «Ішимура» котрий мандрує космічними просторами наштовхується на загадкову чужорідну Мітку, яка позначає особливу зону. Команда амбітного екіпажу впевнена, що вони виявили підтвердження існування наших творців. Але дослідження і зсув Мітки вивільняє щось, що відносяться до інопланетного виду, яке довгий час було поховано на покинутій віддаленій планеті. Група гірників і члени космічного екіпажу вимушені вступити у відчайдушну боротьбу за виживання з монстром, з яким людство досі не стикалося.